# ویلی مایکل
ویلی مایکل (انگلیسی: Willie Michael؛ 1874 – تاریخ ورودی نامعتبر است) بازیکن فوتبال اهل بریتانیا بود.
از باشگاه‌هایی که در آن بازی کرده‌است می‌توان به باشگاه فوتبال بریستول سیتی، باشگاه فوتبال فالکیرک، باشگاه فوتبال لیورپول، باشگاه فوتبال هارت آف میدلوتیان، و باشگاه فوتبال هارت آف میدلوتیان، و باشگاه فوتبال مادرول اشاره کرد.
وی همچنین در تیم ملی فوتبال اسکاتلند بازی کرده‌است.